# 朝日村 (大分県速見郡)
朝日村（あさひむら）は、大分県速見郡にあった村。現在の別府市の一部にあたる。

## 地理
- 河川：平田川[3]、春木川[4]、今井川[4]
- 山岳：大平山[3]

## 歴史
- 1889年（明治22年）4月1日、町村制の施行により、速見郡鉄輪村、鶴見村、が合併して村制施行し、朝日村が発足[1][2]。旧村名を継承した鉄輪、鶴見の2大字を編成[2]。
- 1935年（昭和10年）9月4日、別府市に編入され廃止[1][2]。

## 産業
- 農業、温泉[3]

## 観光地
- 鉄輪温泉[3]